# كارلوس جان
كارلوس جان (بالإسبانية: Carlos Jean)‏ هو منتج أسطوانات وملحن وموسيقي ودي جيه إسباني، ولد في 15 فبراير 1973 في فيرول في إسبانيا.

## وصلات خارجية
- الموقع الرسمي
- كارلوس جان على موقع IMDb (الإنجليزية)
- كارلوس جان على موقع ميوزك برينز (الإنجليزية)
- كارلوس جان على موقع ديسكوغز (الإنجليزية)